# Subprefectura de Aricanduva
La subprefectura de Aricanduva/Formosa/Carrão es una de las 32 subprefecturas de la ciudad de São Paulo, siendo regida por la Ley Nº 13,999 del 1 de agosto del 2002. 
Está conformada por tres distritos: Aricanduva, Carrão y Vila Formosa que sumados representan un área de 21,5 kilómetros cuadrados y una población de 266,868 habitantes. 